# Rashid bin Matar Al Qasimi
Rashid bin Matar Al Qasimi (in arabo راشد بن مطر القاسمي‎?; ... – dopo il 1777), è stato emiro di Sharja e Ras al-Khaima dal 1747 al 1777 e capo della federazione marittima di al-Qasimi.

## Biografia
Rashid bin Matar Al Qasimi successe al fratello Rahma bin Matar Al Qasim nel 1747 in un periodo di grandi movimenti militari e politici nel Golfo Persico.
Nel 1747 a seguito dell'assassinio dello scià di Persia Nadir Shah ci fu un periodo di grande confusione e conflitti che riguardarono il territorio dell'impero Afsharide e del Golfo Persico. In questa situazione molti capi locali dichiararono la loro indipendenza dalla autirita centrale e crearono dei loro propri domini. Il comandante della flotta persiana, Mulla Ali Shah, nel tentativo di difendersi dalla crescente pressione interna esercitata contro di lui da Nasser Khan, governatore di Lar, strinse una alleanza con Rashid bin Matar. Questa alleanza, suggellata dal matrimonio dello sceicco Qasimi con una delle figlie di All Shah, portò grandi vantaggi ai Qasimi, rendendo la loro flotta la più potente del golfo Persico.
Nel 1755 Rashid insieme al Mulla Ali Shah attaccarono e presero Qishm e Luft.
Nel 1758 e nel 1760 Rashid fu in guerra con Ahmed bin Sa'id Imam dell'Oman.
Nel 1777, Rashid abdicò in favore di suo figlio, Saqr bin Rashid.